# Hoofden

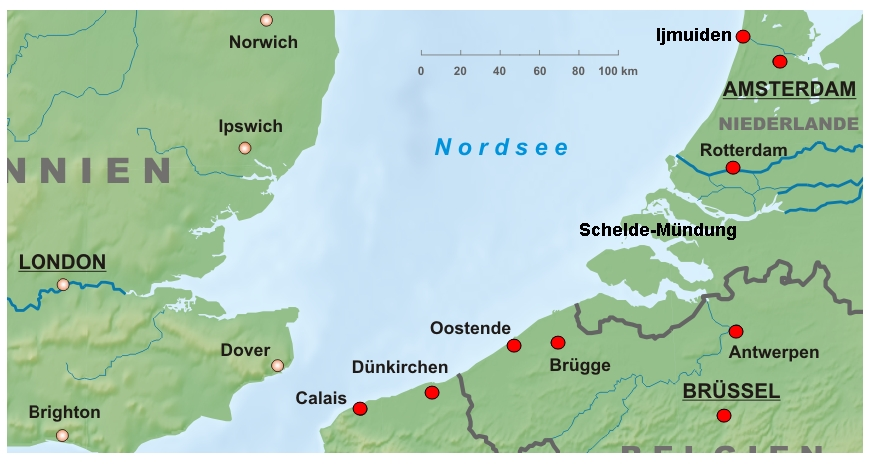
A Hoofden Dover, Calais és Dünkirchen (Dunkerque) között

A Hoofden az Északi-tenger egyik része. 
A szó holland eredetű, a De Hoofden a Hoofd (fej, fő) többes számú alakja, amivel eredetileg a Doveri fehér sziklákra utaltak. Ebből eredően a szót később az Északi-tenger azon déli részének megjelölésére alkalmazták, mely közvetlenül a Doveri-szorostól északra terül el, Dover illetve Calais és Dunkerque között.
Az 1652-ben itt vívott Kentish Knock-i csatát hollandul de hoofden-i csataként említik (Slag bij de Hoofden).

## Külső linkek
- Tengeri térkép 1730 körülről

## Fordítás
- Ez a szócikk részben vagy egészben  a   Hoofden című német Wikipédia-szócikk ezen változatának fordításán alapul.  Az eredeti cikk szerkesztőit annak laptörténete sorolja fel. Ez a jelzés csupán a megfogalmazás eredetét és a szerzői jogokat jelzi, nem szolgál a cikkben szereplő információk forrásmegjelöléseként.